# Cleistocactus luribayensis
Cleistocactus luribayensis es una especie de planta suculenta perteneciente al género Cleistocactus, dentro de la familia Cactaceae. Es endémica del sur de Bolivia.

## Descripción
Cleistocactus luribayensis es una especie de cactus que crece en forma de árbol, con varios tallos verticales de color verde grisáceo que se estrechan hacia la punta. Alcanza alturas de 2 a 3 m y diámetros de 4 a 6 cm.     

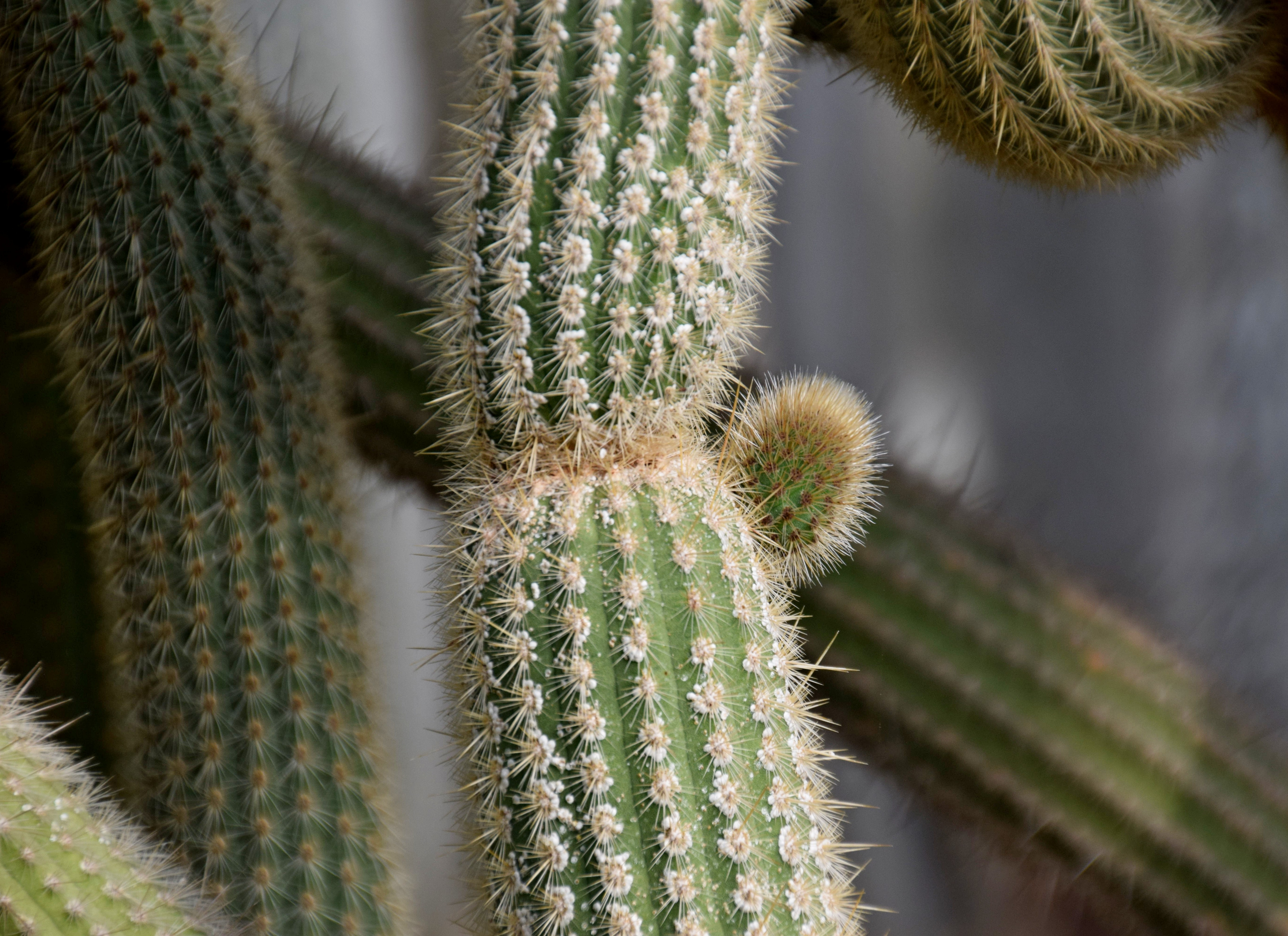
Detalle de las espinas

Presenta alrededor de 19 costillas anchas con surcos transversales, sobre las que se asientan areolas grises separadas unas de otras hasta 1 cm. Tienen de 16 a 22 espinas en forma de aguja, son de color marrón claro a blanquecino y están extendidas. Miden de 0,5 a 1,5 cm de largo y ocasionalmente 3 de ellas están dispuestas en el medio.    

Las flores son de forma tubular, rectas y de color rosa. Miden hasta 3 cm de largo y 0,5 cm de diámetro. Las brácteas interiores de las flores son de color rosa salmón, y al igual que la mayoría de las especies del género, las flores apenas se abren. Los frutos son de color rosa salmón y miden hasta 2 cm de diámetro.

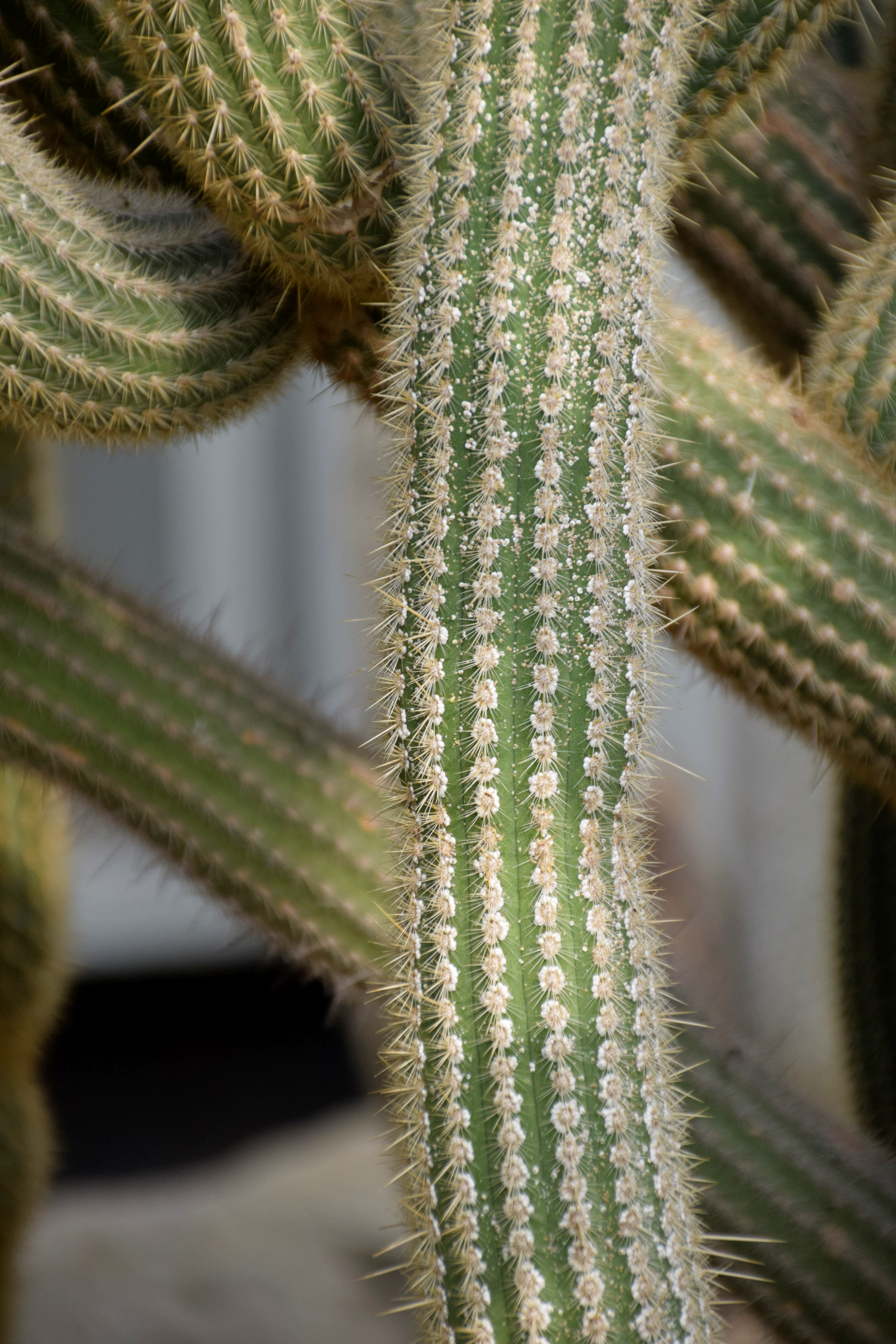
Tallo con las espinas

## Distribución y hábitat
El área de distribución nativa de esta especie es Bolivia (concretamente en el departamento boliviano de La Paz en las provincias de Murillo y Loayza) y crece principalmente en biomas desérticos o de matorrales secos, a altitudes de 2600 a 3600 m.

## Taxonomía
Cleistocactus luribayensis fue descrita por el botánico boliviano Martín Cárdenas Hermosa y publicada por primera vez en la revista científica Cactus and Succulent Journal 28: 59 en el año 1956.
Etimología
- Cleistocactus: nombre genérico que deriva de la combinación de la palabra griega kleistos (que significa cerrado), y cactus (término latino que alude a las plantas del género Cactaceae), haciendo referencias a que son "cactus con flores cerradas", ya que en algunas especies apenas se abren y parecen estar cerradas.
- luribayensis: epíteto geográfico que hace referencia a la presencia de la especie en el valle de Luribay en la provincia boliviana de Loayza. [3]

## Estado de conservación
En la Lista Roja de Especies Amenazadas de la UICN, la especie está clasificada como de “Datos Insuficientes (DD)”.

## Usos
Se cultiva principalmente como planta ornamental y su propagación se realiza a través de esquejes o semillas.